# Pappataci
Pappataci – wirusowa choroba zakaźna ludzi przenoszona przez samice moskitów, głównie z gatunków Phlebotomus papatasii, P. perniciosus i P. perfiliewsi. Objawia się bólami mięśni, uczuciem rozbicia, bólami brzucha, głowy. W przebiegu choroby występuje epizod gwałtownego wzrostu  temperatury ciała, z gorączką 38,8°–40,3 °C, trwający dzień lub dwa. W pierwszym dniu gorączki towarzyszy jej przyspieszone tętno. Pojawia się także ból głowy i stawów oraz nudności, może dojść do zapalenia opon mózgowo-rdzeniowych. Leczenie jest zachowawcze i objawowe, rokowanie zawsze dobre. Objawy utrzymują się przez różnie długi czas, od kilku dni do tygodni.